# Пятнистохвостая сумчатая куница
Пятнистохвостая сумчатая куница, или исполинская сумчатая куница, или тигровая кошка (лат. Dasyurus maculatus) — второй по величине сумчатый хищник после тасманского дьявола и самый крупный сумчатый хищник материковой Австралии. Длина её тела около 60—75 см, хвоста — 50 см и масса до 7 кг. Окрас меха тёмно-коричневый, от других видов она отличается наличием белых пятен на хвосте (а не только на теле).
В настоящее время пятнистохвостая сумчатая куница встречается в виде двух изолированных популяций — в северном Квинсленде (возле Кэрнса и Куктауна) и на восточном побережье от южного Квинсленда до Тасмании. Её обычные места обитания — влажные дождевые леса и прибрежные заросли вдоль побережья. Это ночные животные, которые ведут одиночный образ жизни. Примерно десятую часть своего времени они проводят, лазая по деревьям или среди поваленных стволов нижнего яруса леса. Рацион состоит главным образом из кроликов и других некрупных млекопитающих (2/3 их рациона), птиц, птичьих яиц и рептилий. Однако благодаря своим размерам и силе исполинская сумчатая куница охотится и на более крупных животных: цапель, древесных поссумов и даже молодых кенгуру-валлаби. Является пищевым конкурентом тасманского дьявола, который часто отбивает у тигровых кошек добычу. В свою очередь исполинские сумчатые куницы поедают падаль, остающуюся после трапез динго. Иногда разоряют птичники.
Размножаются один раз в год, в начале зимы, однако, потеряв потомство, самки спариваются повторно. После беременности продолжительностью 21 день рождается 4—6 детёнышей. Через 7—10 недель самка оставляет детёнышей в убежище, пока охотится. При необходимости сменить логово, самка переносит их на спине. К концу ноября, когда детёнышам исполняется 18 недель, они уже полностью самостоятельны. Половой зрелости достигают в возрасте 1 года. В неволе живут до 3—4 лет.
Вид внесён в Красную книгу МСОП со статусом «Находящиеся в состоянии, близком к угрожаемому».